# Hejtmánkovice
Hejtmánkovice es una localidad del distrito de Náchod, en la región de Hradec Králové, República Checa. Tiene una población estimada, a principios de 2021, de 610 habitantes.
Está ubicada al norte de la región, cerca de la frontera con Polonia y de los montes Mesa (Sudetes centrales).